# Nati nel 1707
| Questa pagina contiene informazioni ricavate automaticamente dalle voci biografiche con l'ausilio del template Bio e di un bot. L'aggiornamento è periodico e automatico e ricostruisce completamente la pagina. Se manca una persona in questa lista, sei pregato di non aggiungerla, ma accertati piuttosto che la sua voce biografica contenga il template Bio e che i dati anagrafici siano correttamente compilati. Se il template Bio manca, inseriscilo tu stesso o, in alternativa, metti l'avviso {{tmp\|Bio}} che ne segnala la mancanza. Se i dati riportati sono sbagliati, correggi direttamente la voce biografica; le modifiche saranno visibili in questa lista entro pochi giorni. Per chiarimenti vedi il progetto biografie. La lista contiene solo le 96 persone che sono citate nell'enciclopedia e per le quali è stato implementato correttamente il template Bio. Pagina aggiornata al 18 mag 2025. |

## Gennaio(5)
- 8 gennaio - Luigi di Borbone-Francia, nobile francese († 1712)
- 11 gennaio - Vincenzo Riccati, matematico e fisico italiano († 1775)
- 13 gennaio - John Boyle, V conte di Cork, scrittore irlandese († 1762)
- 17 gennaio - Prospero Colonna di Sciarra, cardinale italiano († 1765)
- 18 gennaio - Giovanni Aloisio I di Oettingen-Spielberg, principe tedesco († 1780)

## Febbraio(10)
- 1º febbraio - Federico, principe del Galles, duca († 1751)
- 4 febbraio - Antonio Corgnolini, fantino italiano
- 5 febbraio - Carlo Amalfi, pittore italiano († 1787)
- 8 febbraio - Pio dal Borgo, giurista e letterato italiano († 1785)
- 14 febbraio - Claude-Prosper Jolyot de Crébillon, scrittore francese († 1777)
- 16 febbraio - Wilhelm Anton von der Asseburg, vescovo cattolico tedesco († 1782)
- 20 febbraio - Mathieu-François Pidansat de Mairobert, scrittore e giornalista francese († 1779)
- 25 febbraio - Carlo Goldoni, commediografo, avvocato e scrittore italiano († 1793)
- 26 febbraio - Mariano Arciero, presbitero italiano († 1788)
- 28 febbraio - Johann Christian Senckenberg, naturalista e medico tedesco († 1772)

## Marzo(6)
- 1º marzo - Pierre-Antoine de La Place, scrittore, drammaturgo e traduttore francese († 1793)
- 2 marzo - Louis-Michel van Loo, pittore francese († 1771)
- 8 marzo - William Villiers, III conte di Jersey, nobile inglese († 1769)
- 10 marzo - Jean-Paul Grandjean de Fouchy, astronomo francese († 1788)
- 21 marzo - Manuel de Amat y Junient, generale spagnolo († 1782)
- 30 marzo - Natale Dalle Laste, poeta e latinista italiano († 1792)

## Aprile(7)
- 10 aprile - Michel Corrette, organista, compositore e insegnante francese († 1795)
- 10 aprile - Marianna Hercolani di Marsciano, nobile italiana († 1788)
- 15 aprile - Stefano Evodio Assemani, bibliotecario, orientalista e arcivescovo cattolico libanese († 1782)
- 15 aprile - Eulero, matematico, fisico e astronomo svizzero († 1783)
- 15 aprile - Claude-Louis de Saint-Germain, generale e politico francese († 1778)
- 22 aprile - Henry Fielding, scrittore, drammaturgo e giornalista inglese († 1754)
- 25 aprile - Leopoldo Clemente di Lorena, principe († 1723)

## Maggio(6)
- 2 maggio - Jean-Baptiste Barrière, compositore francese († 1747)
- 12 maggio - Maria Anna von Kottulinsky, principessa († 1788)
- 12 maggio - Francisco Salzillo, scultore spagnolo († 1783)
- 14 maggio - António Teixeira, compositore portoghese
- 23 maggio - Linneo, medico, botanico e naturalista svedese († 1778)
- 31 maggio - Pietro De Martino, matematico e astronomo italiano († 1746)

## Giugno(3)
- 11 giugno - Pietro Trinchera, librettista italiano († 1755)
- 15 giugno - Johannes Grubenmann, carpentiere svizzero († 1771)
- 18 giugno - Pietro Correr, politico e diplomatico italiano († 1768)

## Luglio(2)
- 8 luglio - Jacques-Philippe Le Bas, incisore e disegnatore francese († 1783)
- 17 luglio - Roman Illarionovič Voroncov, generale e politico russo († 1783)

## Agosto(6)
- 17 agosto - Jean-Baptiste Louis Frédéric de La Rochefoucauld de Roye, militare francese († 1746)
- 24 agosto - Selina Shirley, nobildonna e religiosa inglese († 1791)
- 25 agosto - Luigi I di Spagna, re spagnolo († 1724)
- 27 agosto - Zanetta Farussi, attrice teatrale italiana († 1776)
- 28 agosto - Antonín Petr Příchovský z Příchovic, arcivescovo cattolico ceco († 1793)
- 30 agosto - Johannes Browallius, teologo, botanico e fisico svedese († 1755)

## Settembre(6)
- 2 settembre - Gian Benedetto Mittarelli, religioso italiano († 1777)
- 3 settembre - Johann Peter Süssmilch, matematico e statistico tedesco († 1767)
- 6 settembre - Francesco Piazza, vescovo cattolico italiano († 1769)
- 7 settembre - Georges-Louis Leclerc de Buffon, nobile, naturalista e matematico francese († 1788)
- 28 settembre - Antoine Clériade de Choiseul-Beaupré, cardinale e arcivescovo cattolico francese († 1774)
- 30 settembre - Pietro Rotari, pittore italiano († 1762)

## Ottobre(4)
- 4 ottobre - Francesco Fontebasso, pittore italiano († 1769)
- 6 ottobre - Francesco d'Elci, cardinale italiano († 1787)
- 20 ottobre - Giovanni Battista Sacchetti, II marchese di Castelromano, nobile italiano († 1759)
- 28 ottobre - Giammaria Mazzuchelli, letterato, bibliografo e storico della letteratura italiano († 1765)

## Novembre(8)
- 1º novembre - Giuseppe Bonito, pittore italiano († 1789)
- 3 novembre - Bernardino Galliari, pittore e scenografo italiano († 1794)
- 9 novembre - František Xaver Klobušický, arcivescovo cattolico slovacco († 1760)
- 9 novembre - Louis de Pardaillan de Gondrin, nobile francese († 1743)
- 12 novembre - Emmerich Joseph von Breidbach zu Bürresheim, arcivescovo cattolico tedesco († 1774)
- 14 novembre - Elia Lauricella, religioso italiano († 1780)
- 19 novembre - Maria Felice Tibaldi, pittrice italiana († 1770)
- 23 novembre - Anna Orzelska, nobildonna polacca († 1769)

## Dicembre(4)
- 4 dicembre - Luisa Francesca di Borbone, nobile francese († 1743)
- 17 dicembre - Ernesto Federico II di Sassonia-Hildburghausen, duca tedesco († 1745)
- 18 dicembre - Charles Wesley, presbitero inglese († 1788)
- 22 dicembre - Johann Amman, botanico e medico svizzero († 1741)

## Senza giorno specificato(29)
- Nicolas-Félix Adam, scultore francese († 1759)
- Valentino Alpago-Novello, architetto e pittore italiano († 1793)
- Giuseppe Astarita, architetto e ingegnere italiano († 1775)
- François Carlier, architetto francese († 1760)
- Bartolomeo Coghetto, religioso, pittore e musicista italiano († 1793)
- Nathaniel Cotton, poeta e medico inglese († 1788)
- Giovanni Gualberto De Soria, filosofo italiano († 1767)
- Matthew Dubourg, violinista e compositore irlandese († 1767)
- Pierre-Paul Dubuisson, incisore francese († 1762)
- Ignazio Gerusalemme, compositore italiano († 1769)
- Giuseppe Antonio Ghedini, pittore e architetto italiano († 1791)
- William Hoare, pittore e incisore inglese († 1792)
- Luisa Enrichetta Francesca di Lorena, nobildonna francese († 1737)
- Mosè Luzzatto, rabbino e filosofo italiano († 1746)
- Francesco Ottavio Magnocavalli, architetto e scrittore italiano († 1789)
- Pietro Monaco, incisore italiano († 1772)
- Stepan Voinovič Murav'ëv, navigatore e esploratore russo († 1768)
- Pietro Domenico Paradies, compositore italiano († 1791)
- Bartolomeo Pincellotti, scultore italiano († 1740)
- Pedru Pisurzi, poeta e religioso italiano († 1796)
- Johann George Schmidt, architetto e ebanista tedesco († 1774)
- Gaspare Serenari, pittore italiano († 1759)
- Vincenzo Sinatra, architetto italiano († 1765)
- Sergej Grigor'evič Stroganov, nobile e ufficiale russo († 1756)
- Fëdor Vasil'ev, russo
- Valentina Vassilyev, russa († 1782)
- Giambattista Vela, pittore italiano († 1800)
- Girolamo Venier, compositore italiano
- Vittorio Lodovico d'Hallot Des Hayes, politico e militare italiano († 1790)